# Григориј Јавлински
Григориј Алексејевич Јавлински (рус. Григо́рий Алексе́евич Явли́нский; Лавов, 10. април 1952) руски је економиста, политичар и бивши лидер либералне странке Јаблоко. Аутор је програма „500 дана” (план транзиције СССР на тржишну привреду). Јавлински је истакнути критичар Владимира Путина и владајуће Јединствене Русије.
Био је кандидат на изборима за председника Руске Федерације три пута (1996, 2000, 2018).

## Биографија
Рођен је 10. априла 1952. године у Лавову. Његов отац био је јеврејин, а мајка рускиња. Био је шампион Украјинске ССР у боксу у јуниорској категорији. Студирао је на Руском универзитету економије Плеханов, где је такође похађао постдипломске студије. По завршетку постдипломских студија запослио се у Истраживачком институту Одељења за руднике угља Свесовјетског савеза.
Године 1980. Јавлински је распоређен у Државни комитет СССР-а за рад и социјална питања као шеф сектора тешке индустрије. На овој позицији почео је да развија пројекат који има за циљ побољшање система рада СССР-а.
Од 1984. године био је на руководећим позицијама у Министарству рада, а потом у Савету министара СССР-а. Био је члан Комунистичке партије Совјетског Савеза од 1985. до 1991. године. Био је шеф Заједничког економског одељења Владе СССР-а. Године 1989. постављен је за шефа одељења Државне комисије за економске реформе академика Леонида Абалкина.
Године 1990. написао је „500 дана“ – програм за Совјетски Савез који обећава брзу транзицију са планиране привреде на тржишну привреду за мање од 2 године. За спровођење програма, Јавлински је именован за заменика председника Савета министара РСФСР-а и заменика председника Државне комисије за економске реформе. У октобру 1990. године, када је постало јасно да његов програм неће бити спроведен, Јавлински је поднео оставку из владе и основао свој аналитички центар EPICenter.
У лето 1991. године, током боравка на Харварду, заједно са Грејемом Алисоном, био је коаутор новог реформског програма који је понудио платформу за преговоре Михаила Горбачова са Г7 о финансијској помоћи за подршку транзиције. Након неуспешног државног удара у августу 1991. године против Горбачова и Бориса Јељцина, именован је за заменика председника Комитета за управљање националном привредом који је деловао уместо совјетске владе. Нови председник РСФСР Борис Јељцин вратио је Јавлинског  у владу на посао и чак је размишљао о томе да га постави за премијера. У овој улози успешно је преговарао о економској унији између совјетских република. Споразум су потписали представници дванаест република у Алма Ати 18. октобра 1991. године, али када је Јељцин потписао Бјеловјешки споразум, којим је окончан Совјетски Савез и покидане све политичке и економске везе између бивших совјетских република, Јавлински је поново поднео оставку као знак протеста против Јељциновог деловања. Годину дана касније, Јавлински је започео сопствену политичку каријеру.
Године 1992. Јавлински је био саветник Борису Немцову, тадашњем гувернуру Нижегородске области. Касније су им се разишли путеви, а Јавлински је постао лидер либералне опозиције. Јавлински је 1993. године основао либералну странку Јаблоко. На председничким изборима 1996. године освојио је 7,34%, на председничким изборима 2000. године освојио је 5,9%. Под председништвом Владимира Путин, Јавлински је остао активни противник војног решавања проблема у Чеченији. Године 2002. учествовао је у неуспешним преговорима током кризе са таоцима у московском театру, а председник Путин га је похвалио због његове улоге у сукобу. На председничким изборима 2018. године освојио је 1,05%.